# Pepi Bader
Josef Bader –conocido como Pepi Bader– (Grainau, 29 de mayo de 1941-Garmisch-Partenkirchen, 30 de octubre de 2021) fue un deportista alemán que compitió para la RFA en bobsleigh en las modalidades doble y cuádruple.
Participó en dos Juegos Olímpicos de Invierno en los años 1968 y 1972, obteniendo dos medallas, plata en Grenoble 1968 y plata en Sapporo 1972. Ganó dos medallas en el Campeonato Mundial de Bobsleigh de 1970 y cuatro medallas en el Campeonato Europeo de Bobsleigh entre los años 1970 y 1972.

## Palmarés internacional
| Juegos Olímpicos   | Juegos Olímpicos           | Juegos Olímpicos  | Juegos Olímpicos |
| Año                | Lugar                      | Medalla           | Prueba           |
| ------------------ | -------------------------- | ----------------- | ---------------- |
| 1968               | Grenoble (Francia)         | Medalla de plata  | Doble            |
| 1972               | Sapporo (Japón)            | Medalla de plata  | Doble            |
| Campeonato Mundial |                            |                   |                  |
| Año                | Lugar                      | Medalla           | Prueba           |
| 1970               | Sankt Moritz (Suiza)       | Medalla de oro    | Doble            |
| 1970               | Sankt Moritz (Suiza)       | Medalla de plata  | Cuáruple         |
| Campeonato Europeo |                            |                   |                  |
| Año                | Lugar                      | Medalla           | Prueba           |
| 1970               | Cortina d'Ampezzo (Italia) | Medalla de plata  | Doble            |
| 1971               | Königssee (RFA)            | Medalla de oro    | Doble            |
| 1971               | Königssee (RFA)            | Medalla de bronce | Cuáruple         |
| 1972               | Sankt Moritz (Suiza)       | Medalla de plata  | Doble            |